# Vox (revista)
Vox va ser una revista musical britànica, publicada per primera vegada l'octubre de 1990. Va ser publicada per IPC Media, i més tard es va presentar com una revista mensual germana del setmanari musical de l'IPC, el ' 'NME.
Tot i que Vox es va veure com la resposta de l'IPC a la revista EMAP Q, no va poder igualar les xifres de publicació generades per Q als anys noranta i es va tancar a finals de la dècada de 1990 quan IPC havia llançat Uncut. Tot i que Uncut es va establir per primera vegada com una revista d'entreteniment dirigida a homes d'entre 25 i 45 anys amb una barreja de pel·lícules i música, aviat es va traslladar a l'espai deixat per Vox al mercat de revistes, convertint-se més en una revista de música dirigida al rival d'EMAP Mojo (ara publicat pel Bauer Media Group).